# Janina-Kristin Götz
Janina-Kristin Götz (* 10. Januar 1981 in Bayreuth) ist eine deutsche Schwimmerin. Sie wurde im Jahr 1997 mit der deutschen 4 × 200-m-Freistilstaffel Europameisterin und 2006 deutsche Meisterin über 400 m Freistil. Ihr Trainer war Jirka Letzin.

## Werdegang
Leistungssport betreibt sie seit dem Jahr 1991, zunächst schwamm die Mistelbacherin beim SV Bayreuth unter Trainer Olaf Bünde. Nach einem sportlichen Tief wechselte sie im März 1999 nach Leipzig zum SSV Leipzig-Leutzsch, wo sie von Eva Herbst trainiert wurde. Nach 2003 trainierte sie beim SC DHfK Leipzig mit Jirka Letzin. Nach mehreren Jahren Pause wurde sie ab 2006 wieder im B-Kader des Deutschen Schwimm-Verbandes gefördert. Ihre bevorzugten Disziplinen sind die mittleren Freistilstrecken (200, 400 und 800 m).

## Sportliche Erfolge

### Internationale Erfolge
Bei den Schwimmeuropameisterschaften 1997 (19.–24. August 1997) in Sevilla erreichte sie mit der deutschen 4 × 200-m-Freistilstaffel (zusammen mit Dagmar Hase, Antje Buschschulte und Kerstin Kielgass) in 8:03,59 min die Goldmedaille.
Bei den Schwimmweltmeisterschaften 1998 (8.–17. Januar 1998) in Perth war sie dann im Vorlauf Mitglied der deutschen 4 × 200-m-Freistilstaffel (zusammen mit Silvia Szalai, Antje Buschschulte und Franziska van Almsick), die mit 8:08,38 min die zweitbeste Zeit erreichte. Den Sprung in die Finalstaffel, die in der Zusammensetzung Franziska van Almsick, Dagmar Hase, Silvia Szalai und Kerstin Kielgass in 8:01,46 min dann die Goldmedaille holte, verpasste sie jedoch um etwa eine Sekunde.
Bei den Olympischen Sommerspielen 2004 (13.–29. August 2004) in Athen erreichte sie mit der deutschen 4 × 200-m-Freistilstaffel (zusammen mit Petra Dallmann, Hannah Stockbauer und Sara Harstick) in 8:03,22 min die viertbeste Vorlaufzeit. Im Finale holte die deutsche Mannschaft in der Besetzung Franziska van Almsick, Petra Dallmann, Antje Buschschulte und Hannah Stockbauer hinter den Teams aus den USA und China die Bronzemedaille.
Bei den Kurzbahneuropameisterschaften 2005 in Triest errang sie einen neunten Platz über 400 m Freistil in 4:08,06 min. Im folgenden Jahr kam sie bei den Kurzbahneuropameisterschaften in Helsinki auf Platz 13 über 200 m Freistil in 1:58,99 min, womit sie knapp ihre eigene Bestzeit verfehlte, und auf Platz 20 über 400 m Freistil in 4:12,15 min.
In den Jahren 1995–1997 wurde sie viermal Jugendeuropameisterin über 200 m, 400 m Freistil und mit der 4 × 200-m-Freistilstaffel. Insgesamt holte sie in diesen drei Jahren bei Jugendeuropameisterschaften 10 Medaillen, im Einzelnen:
- Junioreneuropameisterschaften 1995: Platz 1 über 400 m Freistil, Platz 3 über 200 m und 800 m Freistil
- Junioreneuropameisterschaften 1996: Platz 1 über 200 m und 400 m Freistil, Platz 2 über 100 m Freistil
- Junioreneuropameisterschaften 1997: Platz 1 über 4 × 200 m Freistil, Platz 2 über 200 m Freistil, Platz 3 über 400 und 800 m Freistil

Des Weiteren war sie Jugendeuropameisterin im Modernen Fünfkampf.

### Deutsche Meisterschaften
Bei Deutschen Schwimmmeisterschaften konnte sie in den Jahren 2006 und 2007 die Goldmedaille über 400 m Freistil holen. Ihre Platzierungen bei deutschen Meisterschaften waren im Einzelnen:
- Deutsche Meisterschaften 2004: 2. Platz über 400 m Freistil in 4:12,55 min
- Deutsche Meisterschaften 2005: 2. Platz über 400 m Freistil in 4:14,10 min
- Deutsche Meisterschaften 2006: 1. Platz über 400 m Freistil in 4:14,40 min
- Deutsche Wintermeisterschaften 2006: 2. Platz über 400 m Freistil in 4:15,62 min
- Deutsche Meisterschaften 2007: 1. Platz über 400 m Freistil in 4:15,39 min

### Deutsche Kurzbahnmeisterschaften
Bei Deutschen Kurzbahnmeisterschaften 1996 konnte sie eine Goldmedaille über 800 m Freistil erringen. Ihre Platzierungen bei deutschen Kurzbahnmeisterschaften waren im Einzelnen:
- Deutsche Kurzbahnmeisterschaften 1994: 3. Platz über 200 m Freistil
- Deutsche Kurzbahnmeisterschaften 1995: 3. Platz über 800 m Freistil
- Deutsche Kurzbahnmeisterschaften 1996: 1. Platz über 800 m Freistil und 2. Platz über 400 m Freistil
- Deutsche Kurzbahnmeisterschaften 1999: 2. Platz über 1500 m Freistil in 17:09,85 min
- Deutsche Kurzbahnmeisterschaften 2004: 2. Platz über 400 m Freistil in 4:09,00 min und 2. Platz über 200 m Freistil in 1:58,48 min
- Deutsche Kurzbahnmeisterschaften 2005: 2. Platz über 400 m Freistil in 4:07,99 min und 3. Platz über 200 m Freistil in 1:58,57 min

## Auszeichnungen
Sie wurde als Sportler des Jahres Bayreuth 1995 ausgezeichnet. Bei der Wahl zur Junior Sportlerin des Jahres 1996 der Stiftung Deutsche Sporthilfe kam sie auf Platz 5.

## Privates
Janina-Kristin Götz studierte 2004 bis 2009 Sport an der Universität Leipzig. Seit 2013 arbeitet sie als Lehrkraft an der Ruhr-Universität Bochum.
Sie ist nicht verwandt mit der Schwimmerin Daniela Götz.